# Santa Gemma Galgani (titre cardinalice)
 (octobre 2023).
Si vous disposez d'ouvrages ou d'articles de référence ou si vous connaissez des sites web de qualité traitant du thème abordé ici, merci de compléter l'article en donnant les références utiles à sa vérifiabilité et en les liant à la section « Notes et références ».
Le titre cardinalice de Santa Gemma Galgani est érigé par le pape François le 30 septembre 2023 et rattaché à  l’église homonyme construite sur le Monte Sacro et inaugurée en 1988.

## Titulaires
- Stephen Ameyu Martin Mulla  (depuis le 30 septembre 2023)